# Raquel Peláez
Raquel Peláez (Ponferrada, 1978) es una periodista y escritora española especializada en temas de consumo, cultura de masas y antropología urbana. Desde 2020, es la subdirectora de la revista de moda, belleza, tendencias y famosos S Moda de El País.

## Trayectoria
Se licenció en periodismo por la Universidad de Santiago de Compostela (USC). Posteriormente, cursó un máster en Marketing por el London College of Communication entre 2007 y 2009. Comenzó su labor profesional en periódicos regionales como el Diario de León, donde estuvo entre 1997 y 1998, y después en La Voz de Galicia. En 2009, comentó a trabajar en la edición española de la revista estadounidense Vanity Fair, donde llegó a redactora jefa de Vanity Fair digital entre 2017 y 2019.
Ese mismo año, entró a trabajar para la revista de moda, belleza, tendencias y famosos S Moda de El País como redactora jefe. Al año siguiente, en mayo de 2020, Peláez fue nombrada subdirectora. Desde el 12 de noviembre de 2024, ocupa la columna de la contraportada de El País de los martes. El relevo se produjo tras la salida del escritor Fernando Aramburu de esta tribuna, que llevaba desde abril de 2022.
Peláez es autora de ¡Quemad Madrid! (o llevadme a la López Ibor), en referencia a la clínica psiquiátrica dirigida por el médico Juan José López Ibor. Fue un libro publicado en 2014 por la editorial Libros del K.O. en el que trata en profundidad los artículos escritos en su blog sobre la vida en la ciudad, y da cuenta de conocidos personajes tales como David Summers, Joaquín Sabina, Esperanza Aguirre o Javier Marías, entre otros. Las ilustraciones están a cargo del historietista Alfonso Zapico.
En 2019, publicó Londres-Libro de viaje, ilustrado por Inma Serrano. En este libro, y después de haber vivido en Londres durante varios años, Peláez confecciona un retrato interior de la sociedad londinense y sus habitantes, los paisajes de sus calles y su inagotable atractivo turístico. Posteriormente, en 2024, publicó Quiero y no puedo. Una historia de los pijos de España, un ensayo con un estilo humorístico y crítico donde explora las contradicciones y superficialidades del fenómeno pijo en España, haciendo un retrato desenfadado pero incisivo sobre las desigualdades y el culto a las apariencias en la sociedad.

## Reconocimientos
Peláez fue seleccionada para participar en el proyecto No me cuentes cuentos, una iniciativa conjunta de la consultora de comunicación Prodigioso Volcán y la newsletter de información general Kloshletter. Se trata de un libro de relatos infantiles cuyas protagonistas son mujeres españolas y en el que Peláez se ocupó de la figura de Concepción Arenal.

## Obra
- 2014 – ¡Quemad Madrid! (o llevadme a la López Ibor). Libros del K.O. Madrid. ISBN 9788416001224.[18][11]
- 2019 – Londres: libro de viaje. Ilustrado por Inma Serrano. Tintablanca. Madrid. ISBN 978-84-949894-6-9.[19][12]
- 2024 – Quiero y no puedo. Una historia de los pijos de España. Blackie Books. Madrid. ISBN 978-8410025233.[20][12]